# Olivia Newton Bundy
Olivia Newton Bundy, egentligen Brian Tutunick, född 31 mars 1968, är en amerikansk musiker. Han är en av originalmedlemmarna i Marilyn Manson och var bandets basist från 1989 till 1990, då han ersattes av Gidget Gein. 
Hans artistnamn är bildat av den australiska sångerskan och skådespelerskan Olivia Newton-John och den amerikanske seriemördaren Ted Bundy.
Tutunick har sedan tiden i Marilyn Manson spelat i band som Collapsing Lungs och Nation of Fear.